# اریک میکلاند
اریک میکلاند (هلندی: Erik Mykland؛ زادهٔ ۲۱ ژوئیهٔ ۱۹۷۱) یک بازیکن فوتبال اهل نروژ است.
وی همچنین در تیم ملی فوتبال نروژ بازی کرده‌است.